# Polynukleotide
Polynukleotide, sind lineare (unverzweigte), je nach Quelle aus 13 bzw. 20 oder mehr Nukleotiden zusammengesetzte Biopolymere mit wechselnden Nukleinbasen. Nukleinsäurepolymere mit geringerer Anzahl an Nukleotiden werden dagegen als Oligonukleotide bezeichnet. Die Nukleotide sind über eine 5′→3′-Phosphodiesterbindung verknüpft. Zu den Polynukleotiden gehören die Nukleinsäuren, die man in Ribonukleinsäuren (RNA) und Desoxyribonukleinsäuren (DNA) einteilt.

## Anwendungen
Die Abfolge der Nukleotide in einem Polynukleotid wird durch eine DNA-Sequenzierung (bei DNA) bestimmt, bei RNA wird noch eine reverse Transkription zuvor durchgeführt. Eine Vervielfältigung eines DNA-Polynukleotids wird durch eine PCR-basierte Methode oder eine isothermale DNA-Amplifikation erreicht, bei einem RNA-Polynukleotid wird zuvor eine reverse Transkription durchgeführt.